# La dama y la muerte
La dama y la muerte (deutsch Die Frau und der Tod) ist ein spanischer animierter 3D-Kurzfilm von Javier Recio Gracia aus dem Jahr 2009.

## Handlung
Eine alte Frau betrachtet das Bild ihres verstorbenen Ehemanns und legt sich mit dem Bild im Arm schlafen. Sie stirbt und ihr Geist wird bereits vom Tod aus dem Zimmer geführt, als die Frau plötzlich von einem Arzt wieder ins Leben zurückgeholt wird. Der Tod schaut verdutzt und geht zum Angriff über: Abwechselnd versuchen Arzt und Tod, die Frau für sich zu gewinnen, die eigentlich sterben möchte. Am Ende des bizarren Kampfs gibt der Tod auf und der Arzt und die Krankenschwestern sind erschöpft. Die alte Frau jedoch lässt beide Streitparteien frustriert allein, schiebt einen Defibrillator ins Zimmer neben dem Behandlungsraum, lässt Wasser in eine Wanne ein und bringt sich anschließend mit einem Elektrischen Schlag um.
Im Abspann ist der Tod zu sehen, der gerade nach Hause kommt, und auf seinem Pager die Nachricht von der „Ankunft“ der alten Frau erhält. Wütend wirft er das Gerät fort.

## Produktion
Der computeranimierte 3D-Kurzfilm La dama y la muerte entstand zwischen 2007 und 2009. Der Film erlebte am 31. Oktober 2009 auf dem Festival Internacional de Jóvenes Realizadores de Granada seine Premiere. In Spanien lief der La dama y la muerte unter anderem als Vorfilm zu Alice im Wunderland und Toy Story 3.
Im Film ist mehrfach der Titel We’ll Meet Again zu hören: Er wird sowohl von Vera Lynn als auch von The Turtles interpretiert.

## Synchronisation
| Rolle                         | Originalsprecher   |
| ----------------------------- | ------------------ |
| Tod, Doktor, Hund             | Miguel Angel Perez |
| Frau, Krankenschwestern, Hund | Eva Molina         |

## Auszeichnungen
La dama y la muerte wurde 2010 für einen Oscar in der Kategorie „Bester animierter Kurzfilm“ nominiert, konnte sich jedoch nicht gegen Logorama durchsetzen. Es war die erste Oscarnominierung für einen spanischen Trickfilm in der Geschichte der Oscars.
Im Februar 2010 gewann der Film den Goya in der Kategorie „Bester animierter Kurzfilm“ („Mejor Cortometraje de Animación“).